# ديفيدسون بلاك
ديفيدسون بلاك هو عالم تشريح كندي، ولد في 25 يوليو 1884 في تورونتو في كندا، وتوفي في 15 مارس 1934 في بكين في الصين.

## وصلات خارجية
- ديفيدسون بلاك على موقع الموسوعة البريطانية (الإنجليزية)